# 名古屋陸軍幼年学校
名古屋陸軍幼年学校（なごやりくぐんようねんがっこう）は、幼少時から幹部将校候補を養成するため愛知県名古屋市、後に同県東春日井郡篠岡村（現小牧市）に設けられた大日本帝国陸軍の全寮制の教育機関（軍学校）。卒業生は陸軍中央幼年学校、のちに陸軍予科士官学校へ進んだ。当初は名古屋陸軍地方幼年学校と称した。

## 概要
1896年（明治29年）5月に陸軍幼年学校条例（明治26年勅令第234号）が廃止され、代わって陸軍中央幼年学校条例（明治29年勅令第212号）及び 陸軍地方幼年学校条例（明治29年勅令第213号）が制定された。これに基づき、東京に陸軍中央幼年学校が置かれ、その下級学校として名古屋市長塀町（現名古屋市東区白壁一丁目）に名古屋陸軍地方幼年学校が設置された。そのほか、東京、仙台、大阪、広島、熊本にも陸軍地方幼年学校が設立された。
主な生徒数は約50名で、13歳から16歳で入校し3年間の教育が行われた。学費は陸海軍の士官子息は半額であり、戦死者遺児は免除とされていた。また、制服の襟に金星のマークがつけられたことから「星の生徒」と呼ばれた。
卒業生は中央幼年学校に進み2年間の教育を受けた。中央幼年学校卒業後は士官候補生となり、各部隊で下士兵卒の勤務（隊附勤務）を六箇月間ほど務め、陸軍士官学校に進んだ。
1920年（大正9年）8月、陸軍幼年学校令（大正9年勅令第237号）が制定され、名古屋陸軍幼年学校と改称した。しかし、1922年（大正11年）のワシントン海軍軍縮条約に代表される世界的軍縮傾向のなか、1923年（大正12年）3月31日に廃止となった。跡地には1938年に名古屋拘置所が開所し、現在に至る。
1936年（昭和11年）4月、中国での戦局が拡大しつつあるなか広島幼年学校が復活。次いで仙台幼年学校、熊本幼年学校と復活し、1940年（昭和15年）3月、大阪幼年学校と名古屋幼年学校が復活した。新たな校地は篠岡村（現小牧市下末）であり、採用生徒数の定員は50名であったが戦時中は増員された。入校年齢は13歳から15歳までで、3年間の教育を受け、卒業後は陸軍予科士官学校に無試験で入学した。
1940年（昭和15年）11月20日、当校に台臨した梨本宮守正王により観武台と命名された。
太平洋戦争の敗戦に伴い廃止され、解散した。
跡地は現在中部管区警察学校となっているが、幼年学校時代に建てられた観武台の碑（戦後埋められていたものを掘り起こして再建）など当時の面影を一部残している。

## 歴代校長
名古屋陸軍地方幼年学校
- 山本悌三郎 歩兵大尉：1897年5月1日 - 1902年4月1日
- 橘周太 歩兵少佐：1902年4月1日 -
- 田崎豊彦 歩兵少佐：1904年4月19日 -
- 大沢月峰 歩兵少佐：1904年11月21日 -
- 佐藤鶴松 歩兵少佐：1907年3月20日 - 1912年9月28日
- 汾陽光二 歩兵少佐：1912年9月28日 - 1916年1月21日
- 山田龍雄 歩兵少佐：1916年1月21日 - 1920年8月10日

名古屋陸軍幼年学校（第一次）
- 山田龍雄 少佐：1920年8月10日 - 1923年3月31日廃止

名古屋陸軍幼年学校（第二次）
- 毛利末広 大佐：1940年3月9日 -
- 鈴木鉄三 大佐：1941年10月6日 -
- 恵藤第四郎 大佐：1944年6月21日 -
- 人見順士 予備役少将：1945年4月6日 -

## 中途退学者
- 大杉栄（作家）

## 終戦時に在学中だった生徒
- 加賀乙彦（作家）
- 水島一也（学者）
- 桂千穂（脚本家）
- 中田直人（弁護士）
- 大村平（第18代航空幕僚長）